# Alpine F1 Team
BWT Alpine F1 Team je francouzský závodní tým Formule 1, který se počínaje sezonou 2021 účastní závodů Mistrovství světa F1. Tým vznikl přejmenováním ze stáje Renault. Automobilka Alpine je nicméně součástí skupiny Renault. Značka Renault zde bude figurovat jako dodavatel pohonných jednotek.

## Závodní historie
Značka Alpine se účastnila s vozem Alpine A110 mnoha závodů Rallye a mnoho z nich zvítězila, dokonce v roce 1973 zvítězila v Mistrovství světa v rallye. S vozem Alpine jezdili například Jean-Luc Thérier, Jean-Claude Andruet či český závodník Vladimír Hubáček, který proslavil tuto značku v Československu.
Tým z britského Enstone vznikl transformací z Toleman F1, Benetton F1, Renault F1, Lotus F1 a poté opět Renault, který ze svého týmu dne 6. září 2020 udělal tovární tým Alpine F1 Team. Za tým budou závodit jezdci potvrzení o několik týdnů dříve – mistr světa z let 2005 a 2006 Fernando Alonso a Esteban Ocon, bývalý svěřenec Renaultu. Na sezónu 2023 Alonso odešel k Astonu Martin, na jeho místě v Alpine ho nahradil Pierre Gasly.
Hlavním sponzorem stáje je rakouská společnost BWT, která předtím sponzorovala tým Aston Martin (dříve Racing Point).

## Jezdci a monoposty
| Sezóna | Tým                | Šasi   | Motor                        | Pneu   | No.        | Jezdci                                    | Závody | Výhry | 2. místo | 3. místo | PP | NK | Body | Umístění |
| ------ | ------------------ | ------ | ---------------------------- | ------ | ---------- | ----------------------------------------- | ------ | ----- | -------- | -------- | -- | -- | ---- | -------- |
| 2021   | Alpine F1 Team     | A521   | Renault E-Tech 20B 1.6 V6 t  | P      | 14. 31.    | Fernando Alonso Esteban Ocon              | 22     | 1     | –        | 1        | –  | –  | 155  | 5.       |
| 2022   | BWT Alpine F1 Team | A522   | Renault E-Tech RE22 1.6 V6 t | P      | 14. 31.    | Fernando Alonso Esteban Ocon              | 22     | –     | –        | –        | –  | –  | 173  | 4.       |
| 2023   | BWT Alpine F1 Team | A523   | Renault E-Tech RE23 1.6 V6 t | P      | 10. 31.    | Pierre Gasly Esteban Ocon                 | 22     | –     | –        | 2        | –  | –  | 120  | 6.       |
| 2024   | BWT Alpine F1 Team | A524   | Renault E-Tech RE24 1.6 V6 t | P      | 7. 10. 31. | Jack Doohan Pierre Gasly Esteban Ocon     | 24     | –     | 1        | 1        | –  | 1  | 65   | 6.       |
| 2025   | BWT Alpine F1 Team | A525   | Renault E-Tech RE25 1.6 V6 t | P      | 7. 10. 43. | Jack Doohan Pierre Gasly Franco Colapinto | 12     | –     | –        | –        | –  | –  | 19*  | 10.*     |
| Celkem | Celkem             | Celkem | Celkem                       | Celkem | Celkem     | Celkem                                    | 102    | 1     | 1        | 4        | –  | 1  | 532  |          |

### Přehled jezdců
| Jezdec           | Sezóny    | Závody | Body | Výhry | 2. místo | 3. místo | PP | NK | Nejlepší umístění |
| ---------------- | --------- | ------ | ---- | ----- | -------- | -------- | -- | -- | ----------------- |
| Esteban Ocon     | 2021–2024 | 90     | 234  | 1     | 1        | 1        | –  | 1  | 8. (2022)         |
| Pierre Gasly     | 2023–     | 57     | 123  | –     | –        | 2        | –  | –  | 10. (2024)        |
| Fernando Alonso  | 2021–2022 | 44     | 162  | –     | –        | 1        | –  | –  | 9. (2022)         |
| Jack Doohan      | 2024–2025 | 5      | –    | –     | –        | –        | –  | –  | 24. (2024)        |
| Franco Colapinto | 2024–     | 5      | –    | –     | –        | –        | –  | –  | –                 |

## Kompletní výsledky ve Formuli 1
| Legenda k tabulce | Legenda k tabulce                                                                       |
| Barva             | Výsledek                                                                                |
| ----------------- | --------------------------------------------------------------------------------------- |
| Zlatá             | Vítěz                                                                                   |
| Stříbrná          | 2. místo                                                                                |
| Bronzová          | 3. místo                                                                                |
| Zelená            | Bodované umístění                                                                       |
| Modrá             | Nebodované umístění                                                                     |
| Modrá             | Dokončil neklasifikován (NC)                                                            |
| Fialová           | Odstoupil (Ret)                                                                         |
| Červená           | Nekvalifikoval se (DNQ)                                                                 |
| Červená           | Nepředkvalifikoval se (DNPQ)                                                            |
| Černá             | Diskvalifikován (DSQ)                                                                   |
| Bílá              | Nestartoval (DNS)                                                                       |
| Bílá              | Závod zrušen (C)                                                                        |
| Světle modrá      | Pouze trénoval (PO)                                                                     |
| Světle modrá      | Páteční testovací jezdec (TD)                                                           |
| Bez barvy         | Netrénoval (DNP)                                                                        |
| Bez barvy         | Vyřazen (EX)                                                                            |
| Bez barvy         | Nepřijel (DNA)                                                                          |
| Bez barvy         | Odvolal účast (WD)                                                                      |
| Bez barvy         | Nezúčastnil se (prázdné)                                                                |
| Označení          | Význam                                                                                  |
| Tučnost           | Pole position                                                                           |
| Kurzíva           | Nejrychlejší kolo                                                                       |
| †                 | Jezdec nedojel do cíle, ale byl klasifikován, protože odjel více než 90 % délky závodu. |
| ‡                 | Byl udělován poloviční počet bodů, protože bylo odjeto méně než 75 % délky závodu.      |
| Horní index       | Umístění bodujících jezdců ve sprintu                                                   |

| Rok  | Šasi | Jezdci           | 1   | 2   | 3   | 4   | 5   | 6   | 7   | 8   | 9   | 10  | 11  | 12  | 13  | 14  | 15  | 16  | 17  | 18  | 19  | 20  | 21  | 22  | 23  | 24  | Body | Umístění   |
| ---- | ---- | ---------------- | --- | --- | --- | --- | --- | --- | --- | --- | --- | --- | --- | --- | --- | --- | --- | --- | --- | --- | --- | --- | --- | --- | --- | --- | ---- | ---------- |
| 2021 | A521 |                  | BHR | EMI | POR | ESP | MON | AZE | FRA | STY | AUT | GBR | HUN | BEL | NED | ITA | RUS | TUR | USA | MXC | SAP | QAT | SAU | ABU |     |     | 155  | 5. místo   |
| 2021 | A521 | Fernando Alonso  | Ret | 10  | 8   | 17  | 13  | 6   | 8   | 9   | 10  | 7   | 4   | 11  | 6   | 8   | 6   | 16  | Ret | 9   | 9   | 3   | 13  | 8   |     |     | 155  | 5. místo   |
| 2021 | A521 | Esteban Ocon     | 13  | 9   | 7   | 9   | 9   | Ret | 14  | 14  | Ret | 9   | 1   | 7   | 9   | 10  | 14  | 10  | Ret | 13  | 8   | 5   | 4   | 9   |     |     | 155  | 5. místo   |
| 2022 | A522 |                  | BHR | SAU | AUS | EMI | MIA | ESP | MON | AZE | CAN | GBR | AUT | FRA | HUN | BEL | NED | ITA | SIN | JPN | USA | MXC | SAP | ABU |     |     | 173  | 4. místo   |
| 2022 | A522 | Fernando Alonso  | 9   | Ret | 17  | Ret | 11  | 9   | 7   | 7   | 9   | 5   | 10  | 6   | 8   | 5   | 6   | Ret | Ret | 7   | 7   | 19† | 5   | Ret |     |     | 173  | 4. místo   |
| 2022 | A522 | Esteban Ocon     | 7   | 6   | 7   | 14  | 8   | 7   | 12  | 10  | 6   | Ret | 5   | 8   | 9   | 7   | 9   | 11  | Ret | 4   | 11  | 8   | 8   | 7   |     |     | 173  | 4. místo   |
| 2023 | A523 |                  | BHR | SAU | AUS | AZE | MIA | MON | ESP | CAN | AUT | GBR | HUN | BEL | NED | ITA | SIN | JPN | QAT | USA | MXC | SAP | VEG | ABU |     |     | 120  | 6. místo   |
| 2023 | A523 | Pierre Gasly     | 9   | 9   | 13† | 14  | 8   | 7   | 10  | 12  | 10  | 18† | Ret | 113 | 3   | 15  | 6   | 10  | 12  | 67  | 11  | 7   | 11  | 13  |     |     | 120  | 6. místo   |
| 2023 | A523 | Esteban Ocon     | Ret | 8   | 14† | 15  | 9   | 3   | 8   | 8   | 147 | Ret | Ret | 8   | 10  | Ret | Ret | 9   | 7   | Ret | 10  | 10  | 4   | 12  |     |     | 120  | 6. místo   |
| 2024 | A524 |                  | BHR | SAU | AUS | JPN | CHN | MIA | EMI | MON | CAN | ESP | AUT | GBR | HUN | BEL | NLD | ITA | AZE | SGP | USA | MXC | SAP | LAS | QAT | ABU | 65   | 6. místo   |
| 2024 | A524 | Pierre Gasly     | 18  | Ret | 13  | 16  | 13  | 12  | 16  | 10  | 9   | 9   | 10  | DNS | Ret | 13  | 9   | 15  | 12  | 17  | 12  | 13  | 2   | 17  | Ret |     | 65   | 6. místo   |
| 2024 | A524 | Esteban Ocon     | 17  | 13  | 16  | 15  | 11  | 10  | 14  | Ret | 10  | 10  | 12  | 16  | 18  | 9   | 15  | 14  | 15  | 13  | 18  | 10  | 37  | Ret | 5   | 7   | 65   | 6. místo   |
| 2024 | A524 | Jack Doohan      |     |     |     |     |     |     |     |     | TD  |     |     | TD  |     |     |     |     |     |     |     |     |     |     |     | 15  | 65   | 6. místo   |
| 2025 | A525 |                  | AUS | CHN | JPN | BHR | SAU | MIA | EMI | MON | ESP | CAN | AUT | GBR | BEL | HUN | NED | ITA | AZE | SIN | USA | MXC | SAP | LVG | QAT | ABU | 20*  | 10. místo* |
| 2025 | A525 | Jack Doohan      | Ret | 13  | 15  | 14  | 17  | Ret |     |     |     |     |     |     |     |     |     |     |     |     |     |     |     |     |     |     | 20*  | 10. místo* |
| 2025 | A525 | Franco Colapinto |     |     |     |     |     |     | 16  | 13  | 15  | 13  | 15  | DNS | 19  |     |     |     |     |     |     |     |     |     |     |     | 20*  | 10. místo* |
| 2025 | A525 | Pierre Gasly     | 11  | DSQ | 13  | 7   | Ret | 138 | 13  | Ret | 8   | 15  | 13  | 6   | 10  |     |     |     |     |     |     |     |     |     |     |     | 20*  | 10. místo* |